# Néjia Ben Mabrouk
Néjia Ben Mabrouk (sinh ngày 1 tháng 7 năm 1949) là một nhà biên kịch và đạo diễn người Tunisia, được biết đến với công việc của cô trên bộ phim giành giải thưởng Sama và trên phim tài liệu Cuộc chiến vùng Vịnh. . . Tiếp theo là gì?.

## Cuộc sống ban đầu và giáo dục
Ben Mabrouk sinh ra tại El Oudiane, Tunisia, năm 1949 và theo học trường nội trú tại Sfax. Ngay từ nhỏ, bà đã làm quen với điện ảnh châu Âu và gia nhập câu lạc bộ điện ảnh địa phương. :380 Liên quan đến kế hoạch nghề nghiệp của cô lớn lên, cô giải thích: 
At that time I didn't want to make my own films, perhaps because there were no role models of women as filmmakers. All the directors were men; for me as a young woman, therefore, the more obvious choice was to tell stories through writing. I dreamed of writing novels.:380

 Trong những năm học đại học, Ben Mabrouk lần đầu học tiếng Pháp tại Đại học Tunis, nhưng phải rời đi sau một vài học kỳ vì lý do tài chính. Cô bắt đầu học làm phim tại INSAS năm 1972 tại Brussels. :379 Giáo dục phim ảnh của cô chủ yếu được xây dựng trên phim tài liệu quan trọng. :363 Cô đã viết và đạo diễn bộ phim At Your Service cho dự án tốt nghiệp của mình vào năm 1976, và sau đó làm thực tập sinh cho RTBF.

## Sự nghiệp
Từ năm 1979 đến năm 1980, Ben Mabrouk bắt đầu viết kịch bản cho tính năng đầy đủ đầu tiên của mình, Sama (Dấu vết). Bộ phim đã được hoàn thành vào năm 1982, nhưng một cuộc tranh cãi với công ty sản xuất SATPEC đã trì hoãn việc phát hành bộ phim cho đến năm 1988. Sama đã giành giải thưởng Caligari tại Liên hoan phim quốc tế Berlin 1989. Sama chứa các yếu tố tự truyện từ cuộc đời của Ben Mabrouk, và kể câu chuyện về một cô gái Tunisia trẻ đang tìm kiếm một nền giáo dục, mà cuối cùng cô bị lưu đày ở châu Âu.
Cô đã viết và đạo diễn một đoạn mười lăm phút có tựa đề "Tìm kiếm Chaima" cho bộ phim tài liệu Cuộc chiến vùng Vịnh. . . Tiếp theo là gì? (1991), điều tra tác động của chiến tranh đối với phụ nữ và trẻ em. Cô đã viết kịch bản cho tính năng đầy đủ thứ hai của mình, có tựa đề là Nuit à Tunis (Đêm ở Tunis). :379